# Lanzenseeigel
Die Lanzenseeigel (Cidaridae) gehören zu der Unterklasse Perischoechinoidea, der hauptsächlich primitive und heute ausgestorbene Arten angehören.

## Beschreibung und Eigenschaften
Lanzenseeigel gibt es seit dem Devon. Sie haben ihren deutschen Namen von den 30 bis 90 kräftigen, bis zu 30 Zentimeter langen Primärstacheln, die immer mit Dornen, Verdickungen oder dicken Endstücken versehen sind oder Rillen haben. Da sie nicht von Haut bewachsen sind, sind sie oft von Algen oder anderen Wirbellosen besiedelt. Die Primärstacheln können doppelt so lang wie der Durchmesser des Körpers sein. Sie sind oft schwarz, rot oder gelb gefärbt, oft auch geringelt, hohl und sehr scharf. Man vermutet, dass sie auch Gift enthalten. Um die Basis der dicken Primärstacheln, um den After und die Genitalplatte liegen ringförmig die kleinen Sekundärstacheln. Insgesamt ist der Stachelpanzer so dünn, dass man stets noch die Schale des Körpers sehen kann.
Einige Lanzenseeigel wie die Gattungen Ctenocidaris und Notocidaris betreiben Brutpflege und schützen die Brut zwischen ihren Stacheln.
Fast alle Lanzenseeigel sind Allesfresser und ernähren sich von Algen, Schwämmen, Moostierchen, Seescheiden, Korallenpolypen und Borstenwürmern.

## Liste der Gattungen
Nach World Register of Marine Species (WoRMS)
- Unterfamilie Cidarinae (Mortensen, 1928a)
  - Gattung Calocidaris (H.L. Clark, 1907)
  - Gattung Centrocidaris (A. Agassiz, 1904)
  - Gattung Chondrocidaris (A. Agassiz, 1863)
  - Gattung Chorocidaris (Ikeda, 1941)
  - Gattung Cidaris (Leske, 1778)
  - Gattung Compsocidaris (Ikeda, 1939)
  - Gattung Eucidaris (Pomel, 1883)
  - Gattung Hesperocidaris (Mortensen, 1928b)
  - Gattung Kionocidaris (Mortensen, 1932)
  - Gattung Lissocidaris (Mortensen, 1939)
  - Gattung Tretocidaris (Mortensen, 1903b)
- Unterfamilie Goniocidarinae (Mortensen, 1928a)
  -     - Gattung Adelcidaris (Cotton & Godfrey, 1942) (nomen dubium)
    - Gattung Austrocidaris (H.L. Clark, 1907)
    - Gattung Goniocidaris (Desor, in Agassiz & Desor, 1846)
    - Gattung Ogmocidaris (Mortensen, 1921)
    - Gattung Psilocidaris (Mortensen, 1927)
    - Gattung Rhopalocidaris (Mortensen, 1927)
    - Gattung Schizocidaris (Mortensen, 1903b)

  - Tribus Phyllacanthina (Smith & Wright, 1989)
    - Gattung Phyllacanthus (Brandt, 1835)
- Unterfamilie Stereocidarinae (Lambert, 1900)
  - Gattung Phalacrocidaris (Lambert, 1902)
  - Gattung Stereocidaris (Pomel, 1883)
- Unterfamilie Stylocidarinae (Mortensen, 1903)
  - Gattung Acanthocidaris (Mortensen, 1903b)
  - Gattung Plococidaris (Mortensen, 1909)
  - Gattung Prionocidaris (A. Agassiz, 1863)
  - Gattung Stylocidaris (Mortensen, 1909)

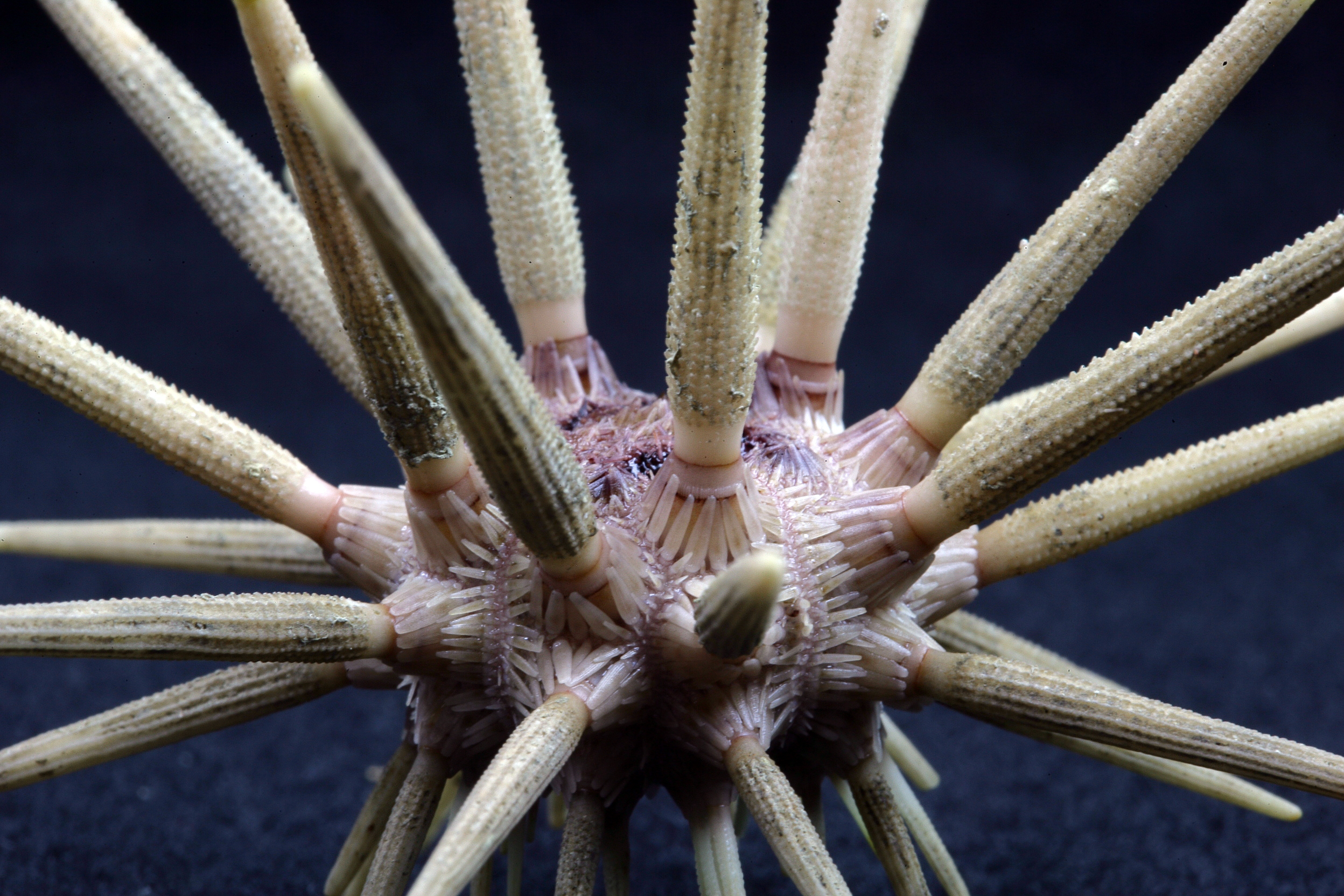
Cidaris cidaris
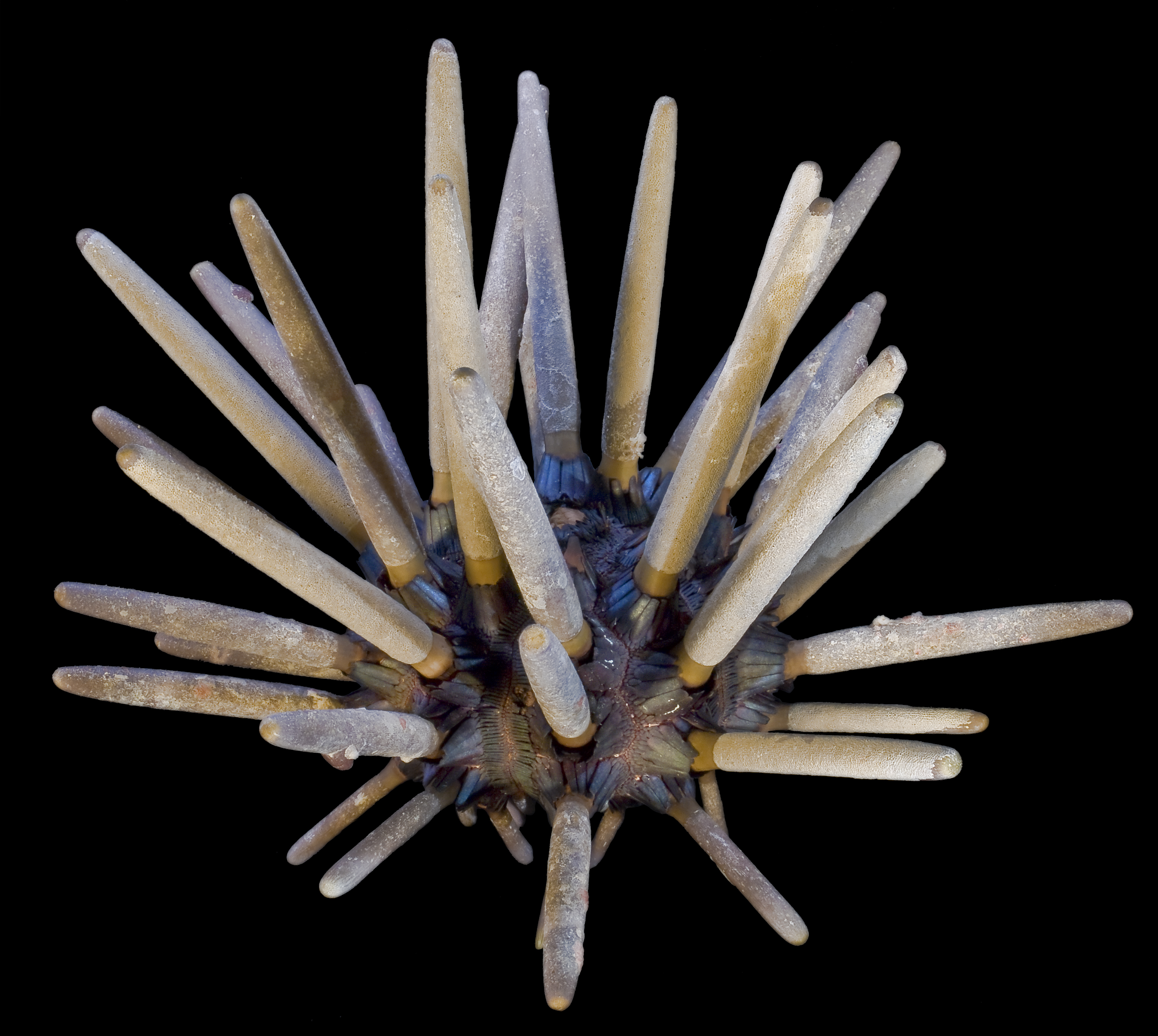
Phyllacanthus imperialis
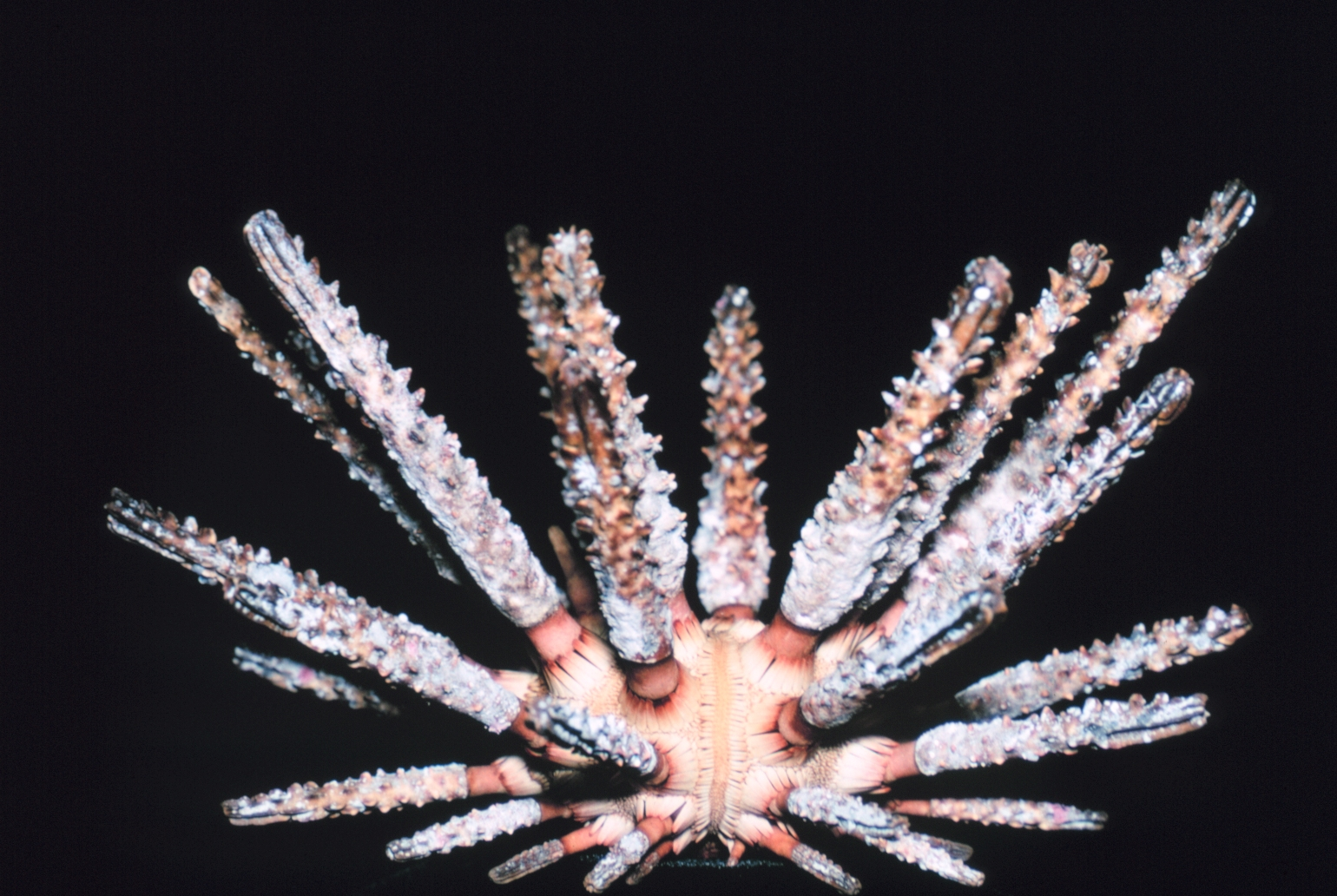
Prionocidaris hawaiiensis
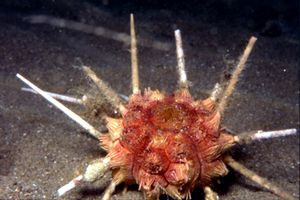
Stylocidaris affinis

## Verweise
1. ↑   WoRMS : Cidaridae